# یواس‌اس رید (دی‌دی-۳۶۹)
یواس‌اس رید (دی‌دی-۳۶۹) (به انگلیسی: USS Reid (DD-369)) یک کشتی بود که طول آن ۱۰۴ متر (۳۴۱ فوت) بود. این کشتی در سال ۱۹۳۶ ساخته شد.